# Web rádio

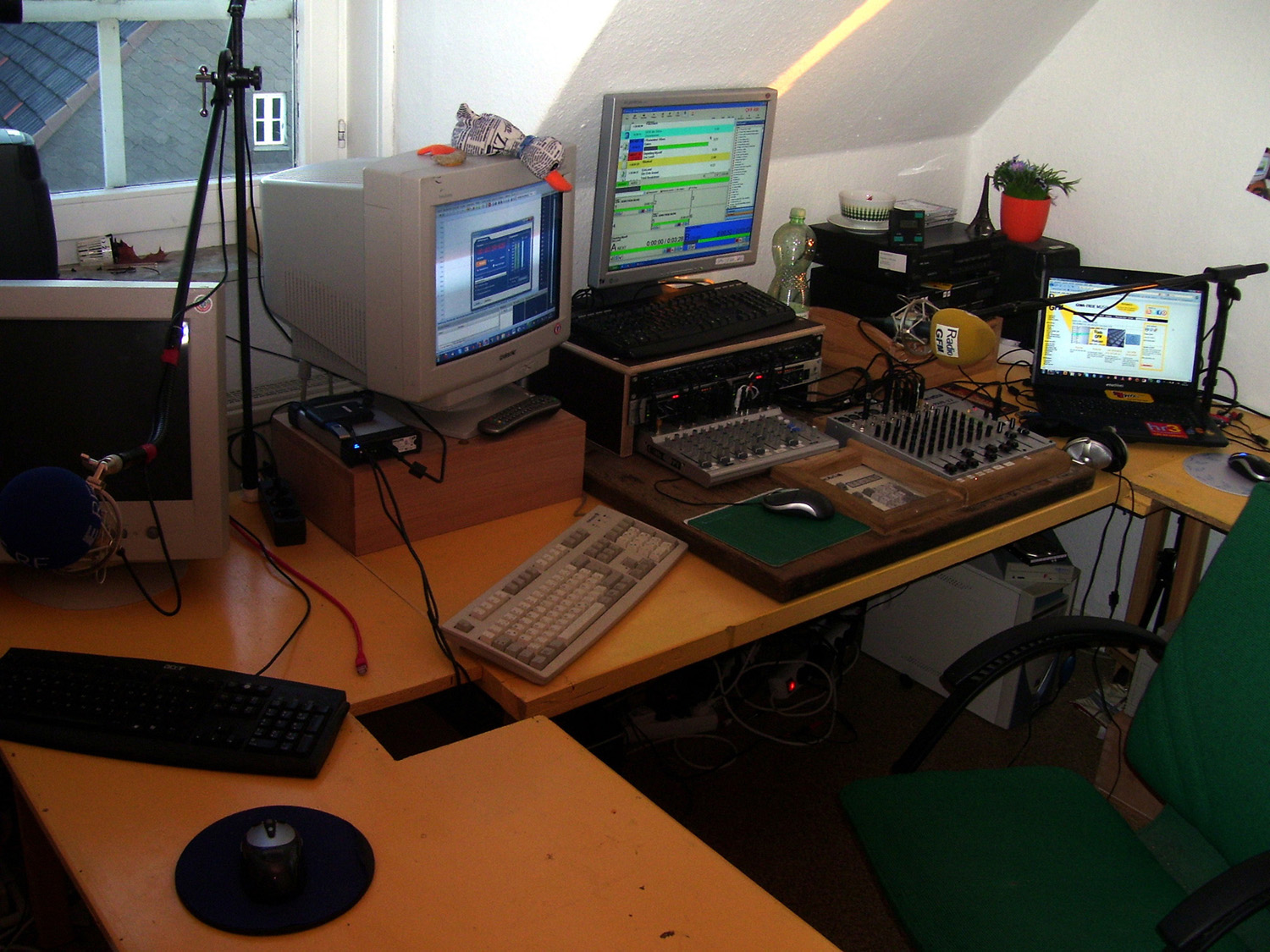
Um estúdio de rádio na Internet em 2010.

Web rádio, também conhecida como rádio via Internet ou rádio online, é uma rádio digital que realiza sua transmissão via Internet utilizando a tecnologia (streaming) serviço de transmissão de áudio/som em tempo real. Na atualidade, a maioria das emissoras de rádio FM recorrem, em simultâneo, a transmissão via web.